# Ambiegna
Ambiegna település Franciaországban, Corse-du-Sud megyében. Lakosainak száma 79 fő (2022. január 1.). Ambiegna Arro, Arbori, Casaglione, Coggia és Sari-d'Orcino községekkel határos.

## Népesség
| Lakosok száma | 89   | 59   | 48   | 54   | 63   | 69   | 68   | 72   | 74   | 79   |
|               | 1968 | 1982 | 1990 | 2006 | 2011 | 2016 | 2017 | 2019 | 2020 | 2022 |